# Zausopsis kerguelensis
Zausopsis kerguelensis är en kräftdjursart som beskrevs av Lang 1948. Zausopsis kerguelensis ingår i släktet Zausopsis och familjen Harpacticidae. Inga underarter finns listade i Catalogue of Life.